# Septoria cerastii
Septoria cerastii is een schimmelziekte die behoort tot de familie Mycosphaerellaceae en de stam Ascomycota. Het leeft als necrotrofe parasiet op bladeren van kruidachtige planten. Hij is bekend van Cerastium fontanum.

## Determinatie
Hij veroorzaakt bladvlakken met pycnidiën. De conidiën meten 1–2 × 20–43 µm met drie of vier onduidelijke septen.

## Verspreiding
In Nederland komt het uiterst zeldzaam voor.